# Habitation Leyritz
L'habitation Leyritz (ou Leiritz), est une ancienne plantation coloniale située dans la commune de Basse-Pointe, en Martinique. Jusqu'à l'abolition définitive de l'esclavage en 1848, la production était principalement assurée par des esclaves.
Plusieurs éléments et édifices de l'habitation sont inscrits sur la liste des Monuments historiques en 2014.

## Histoire

### Fondation de l'habitation au XVIIIe siècle
Pendant plus de deux siècles, la plantation fut la propriété d'une famille originaire du Limousin, les Leiritz (ou Leyritz), qui va ensuite se séparer en deux branches, l'une à Saint-Malo, et l'autre à Bordeaux.
Le premier membre à s'installer à la Martinique fut Michel Leiritz (1681-1764), né à Bordeaux, secrétaire du roi, et contrôleur de la chancellerie. Il s'établit d'abord à Saint-Pierre. On le retrouve ensuite en 1712 à Basse-Pointe, où il épouse cette année-là Rose Asselain, veuve Adrien Héricher, un planteur qui possédait une habitation de 20 hectares d'indigo et comptant une trentaine d'esclaves. C'est très probablement cette exploitation, apportée par le mariage, qui devient ensuite l'habitation Leyritz.
En 1715, Michel Leyritz, en plus de la gestion de la plantation familiale, est nommé syndic de la paroisse de Basse-Pointe, charge qui consistait alors à lever l’impôt pour le compte du roi de France, impôt calculé en fonction de la richesse des colons. L'année suivante, Duquesne, le gouverneur de l'île, le nomme officier de milice en 1716 au rang de lieutenant dans la Compagnie de Basse-Pointe. Après la mort de Rose Asselain en 1720, il épouse, en secondes noces, Marie Catherine Marraud, fille de Jacques Marraud, propriétaire d'une habitation sucrière.

L'importance acquise par Michel Leyritz à la Martinique, lui permet d'acheter le 30 août 1749, la charge anoblissante de Conseiller-secrétaire du Roi Maison Couronne de France,. Il meurt à Basse-Pointe le 8 mai 1764, à l’âge de 83 ans, « dans la bonne odeur de la pénitence chrétienne ». À la mort de sa femme en 1776, l'aîné de ses fils, Michel Dominique (1722-1779), rachète alors à ses frères et sœurs leurs parts, et en devient l’unique propriétaire. Son fils Michel Calixte Jacques de Leyritz (1759-) devient le propriétaire suivant. En 1788, un fort ouragan touche la plantation, qui compte alors 350 esclaves. il décrit ainsi les dégâts causé à ses biens:
« Le magasin, l’hôpital, la gragerie, le moulin, la sucrerie, ont été découverts. La tonnellerie, la vinaigrerie, l’écurie, la cuisine, le colombier entièrement découverts. Deux maisons à loger découvertes. Une grande maison de pierres à deux étages ébranlée jusqu’au rez-de-chaussée, son comble emporté. Un quart de mur de clôture de la savane renversé, les cases à nègres et à bagasse entièrement détruites. 21 quarrés de manioc de différents âges renversés et arrachés. 120 ou 125 quarrés de cannes en partie arrachés. Quelques nègres légèrement blessés ».
En 1791, l'habitation couvre 497 hectares et possède pas moins de 336 esclaves.
L'une des filles de Michel Calixte, Rose Marie Louise de Leyritz (1803-1835), mariée à Jules d'Espinay Saint-Luc, reprend ensuite la propriété. À sa mort, ses deux filles, Antoinette Calixte et Clémentine Louise (1829-1896), conservent la plantation Leyritz en société. Dans un inventaire de 1836, on apprend que l'habitation s'étale sur 517 hectares, dont 258 de terres cultivables, et compte 218 esclaves.
En 1845, le vote de la première loi Mackau, destinée à suivre le modèle anglais d'émancipation progressive des esclaves (de 1833 à 1838), encadre et surveille plus étroitement les pouvoirs des maîtres (entretien et nourriture de l'esclave, modalités des châtiments, durée quotidienne du travail servile, instruction des jeunes esclaves, mariage, modalités du rachat des libertés). Dans les plantations, les esclaves organisent des réunions (clandestines ou publiques) pour débattre de ces nouvelles mesures et déclenchent des arrêts de travail. Sur l'habitation Leyritz, qui compte alors 250 esclaves, l'atelier refuse le travail de nuit le 14 décembre 1845. À la demande du géreur Assier de Pompignan, la gendarmerie intervient le lendemain. Deux femmes et trois hommes sont arrêtés et conduits à la geôle, ce qui n'empêche pas la poursuite du mouvement. Le 19 décembre, le substitut de procureur Larougery vient dans la plantation et constate : « vingt ou trente négresses et quelques hommes se présentèrent à la fenêtre de la pièce où je me trouvais et déclarèrent en poussant des cris qu'ils ne voulaient pas de travail de nuit ». Pour réprimer le mouvement de contestation contre les tâches nocturnes sur toute l'habitation Leyritz et à ses abords, les gendarmes sont obligés d'intervenir avec le renfort d'une centaine d'hommes de troupes venus du Fort Royal. Quatre des meneurs sont interpellés, punis publiquement de 29 coups de fouet de chacun, puis conduits à la prison de Basse-Pointe.

### Abolition de l'esclavage en 1848 et retour de l'engagisme
En 1848, la Deuxième République vote l'abolition définitive de l'esclavage, la première pour la Martinique où la première n'a pu s'appliquer en raison de l'occupation anglaise. Parallèlement à l'abolition, l'État indemnise les propriétaires esclavagistes pour le préjudice financier causé par l'affranchissement des captifs.
Après l'abolition, les anciens esclaves refusent de travailler pour un salaire de misère, laissant les propriétaires de plantations confrontés à un manque de main-d’œuvre. Ces derniers font alors venir de nombreux immigrants indiens pour s'installer et travailler dans les champs de cannes.

### Conversion en rhumerie
Durant la seconde moitié du XIXe siècle, face à la crise de la canne à sucre, due à la concurrence de la culture de la betterave sucrière et aux difficultés d'approvisionnement en main-d’œuvre, l'habitation se consacre essentiellement à la production de rhum.
La fille de Clémentine Louise d'Espinay Saint-Luc, Jeanne (1854-), épouse en 1879 à Bordeaux, le comte Roger Marraud des Grottes (1952-1940). Ce dernier habitant à Bordeaux, il confie l’habitation à son cousin, Louis Marraud des Grottes (1886-1965), qui devient le géreur, le gestionnaire de l'exploitation agricole. Le rhum est alors expédié à Bordeaux, dans l’une des deux propriétés girondines de Roger Marraud des Grottes.
Le 29 août 1902, lors d'une réplique de la terrible éruption volcanique du mont Pelé de mai 1902. Louis Marraud des Grottes rapporte à son cousin Roger que les flammes ont brûlé la savane de l'habitation et blessé quelques bœufs, mais que les troupeaux ont été mis à l'abri au Lamentin, et qu'il a pu envoyer le tafia et le rhum à Fort-de-France.
Roger Marraud des Grottes cède ensuite ses parts dans l’habitation Leyritz à ses cousins d’Espinay Saint-Luc, qui en deviennent les seuls propriétaires.

### L'affaire des 16 de Basse-Pointe
Le 6 septembre 1948, dans un contexte tendu de grève d'ouvriers agricoles sur plusieurs habitations de Basse-Pointe, Guy de Fabrique Saint-Tours, administrateur blanc créole de quatre habitations de Victor Depaz, est retrouvé assassiné dans un champ de l'habitation Leyritz. Après une intense chasse à l'homme de plusieurs semaines, et ne pouvant trouver qui a porté le coup mortel, l'administration arrête 18 coupeurs de canne, connus pour être syndicalistes et communistes. Ils sont issus pour la plupart d’anciennes lignées d’esclaves, mais aussi 3 d'origine indienne. 16 d'entre eux sont emprisonnés pendant trois ans en Martinique, en attente d’un procès, jusqu’à leur transfert en 1951 à Bordeaux, avec l’assurance d’un verdict exemplaire et sans appel. Ils seront finalement tous acquittés, faute de preuves.

### Hôtel-restaurant
Les descendants d’Espinay Saint-Luc, vendront l'habitation dans les années 1970 aux Lucy de Fossarie. C'est à partir de ce moment que l'ensemble de ses bâtiments est restauré afin de servir d'hôtel-restaurant, inscrit dans un parc de 8 hectares.
En décembre 1974, juste après le premier choc pétrolier, c'est dans l'hôtel Leyritz que le président Valéry Giscard d'Estaing rencontre son homologue américain Gerald Ford, lors du premier sommet de chefs d’État dont la Martinique est le cadre. Ce sommet contribuera à la notoriété de l’établissement, et donnera lieu à des plusieurs photos cocasses (par exemple les deux présidents en maillot de bain dans la piscine de l'hôtel).

### Abandon puis restauration
En 2007, la plantation Leyritz est partiellement détruite à la suite du passage de l'ouragan Dean. À la suite de difficultés de financement, le site n'a pas été rénové, et n'a pas rouvert ses portes aux visiteurs.
En décembre 2021, l'habitation Leyritz est finalement retenue parmi les projets aidés par la fondation du patrimoine. Sa rue cases-nègres est actuellement en phase de rénovation.

## Description de l'ensemble habitationnaire

### Géographie de l'habitation
L'habitation Leyritz se trouve à 3 km de la commune de Basse-Pointe, sur un contrefort de la montagne Pelée au milieu d'une dense végétation. Elle s'étend d'Est en Ouest sur 8 hectares, et s'ordonne autour d'une roue hydraulique, active, qui joue par-delà les ans son rôle de centre névralgique de l'ensemble « habitationnaire ». Celui-ci est distribué par deux allées perpendiculaire séparant le domaine en 2 plans : à l'est, la distillerie et les anciennes case-nègres, aujourd'hui bungalow ; à l'ouest sur un plan en hauteur par rapport à l'autre, la sucrerie devenue restaurant, du géreur, du commandeur, d'anciens bâtiments utilitaires et autre jardin d'agrément.

### La maison des maîtres
L'ancienne maison des maîtres de la plantation domine la propriété, leur permettant de suivre sans peine le bon déroulement du travail sur l'exploitation. Elle est édifiée en 1713, puis agrandie vers 1830. Elle est typique des premières maisons de maître construites aux Antilles à cette époque, et de leurs évolutions. De simple petit bâtiment abritant le séjour et les chambres, la cuisine étant à l'extérieur comme il est de coutume ici, la maison s'est progressivement embourgeoisée, avec l'adjonction d'une galerie et de balcons en fer forgé. Bordelaise d'origine et fidèlement attachée au mode de vie métropolitain, la famille Leyritz a tenu à créer ici quelques repères familiers. Une toiture à la Mansart pour chapeauter la maison, avec brisis en ardoise, et terrasson en tuiles ; ainsi qu'un joli jardin à la française, dans lequel on trouve encore aujourd'hui deux magnifiques fontaines du début du XVIIIe siècle.

## Protection patrimoniale
L’ensemble du jardin, le bassin, la fontaine, la case à lessive, la maison et ses dépendances, le bâtiment dit « case des gardes », le réseau hydraulique et la partie industrielle (aqueduc, moulin et sa roue, vestiges du bâtiment dit « four à chaux » avec sa cheminée et l’ensemble du sol) ont été inscrits au titre des monuments historiques en 2014.